# Organizacja Toma
Organizacja Toma – działająca w latach 1943–1945 organizacja wywiadowcza, założona i kierowana przez Huberta Jurę, współpracownika Gestapo. 
Organizacja powstała w 1943 z inicjatywy Jury, który po usunięciu z Armii Krajowej nie został przyjęty od razu do Narodowych Sił Zbrojnych, lecz dopiero po pewnym czasie. Pod koniec lata 1943 Hubert Jura nawiązał kontakt z SS-Hauptsturmführerem Paulem Fuchsem. Prawdopodobnie zaoferował mu współpracę polegającą na wspólnym zwalczaniu komunistów, w zamian za dostawy broni od Gestapo dla „Organizacji Toma” i opiekę podczas jego podróży między Warszawą i Radomiem. 
Jesienią 1943 znów nawiązał kontakt z dowództwem NSZ. W wyniku rozłamu wewnątrz Narodowych Sił Zbrojnych, w kwietniu 1944, część jego dotychczasowych podkomendnych odmówiła dalszego wykonywania jego rozkazów i połączywszy się z Armią Krajową (NSZ-AK), doniosła nowym dowódcom o kolaboracji „Toma” z Niemcami. Komenda organizacji, dowodzona przez Władysława Pacholczyka, wydała na niego wyrok śmierci za współpracę z okupantem. Zorganizowano dwa zamachy na jego życie, jednak oba były nieudane. Postrzelony „Tom” trafił na leczenie do niemieckiego szpitala wojskowego w Radomiu.
Oficjalne kontakty z rozłamową grupą NSZ-ONR „Organizacja Toma” nawiązała w czerwcu 1944. Latem 1944 „Tom” został oficerem do zadań specjalnych Brygady Świętokrzyskiej i wraz ze swoimi ludźmi pośredniczył w kontaktach jej dowództwa z Gestapo i SD. Jesienią 1944, po upadku powstania warszawskiego, pojawił się wraz ze swoją grupą w Częstochowie, wykonując wyroki śmierci na dawnych dowódcach NSZ, którzy dołączyli do AK. Dzięki kontaktom z oficerem SS i Gestapo Paulem Fuchsem zorganizował tajny ośrodek tortur w udostępnionej „Tomowi” przez Gestapo willi przy ulicy Jasnogórskiej 25 w Częstochowie, która stała się odtąd siedzibą „Organizacji Toma”. Mordowano tam nie tylko członków PPR, GL i AL, ale również politycznych oponetów Brygady Świętokrzyskiej z organizacji niekomunistycznych (zarówno lewicowych, takich jak PAL i OW PPS-AK, jak i prawicowych, np. NOW-AK, NSZ-AK oraz BCh). Ich likwidacja miała na celu przejęcie przez wywodzące się z ONR polityczne zaplecze Brygady pełni władzy w Polsce w drodze zamachu stanu i wprowadzenie w niej faszystowskiej dyktatury. Z nieznanych przyczyn ówczesną funkcję i rolę „Toma” pomijają we wspomnieniach dowódcy Brygady.
Na przełomie 1944/1945 ludzie „Toma” zostali włączeni w szeregi Brygady Świętokrzyskiej i opuścili Polskę wraz z nią. Jura i Fuchs udali się do Berlina. Ponownie nawiązali kontakt z Brygadą w styczniu 1945, kiedy Brygada Świętokrzyska przekraczała granicę polsko-czechosłowacką. „Tom” został włączony w szeregi Brygady 20 lutego 1945.